# Las Tunas

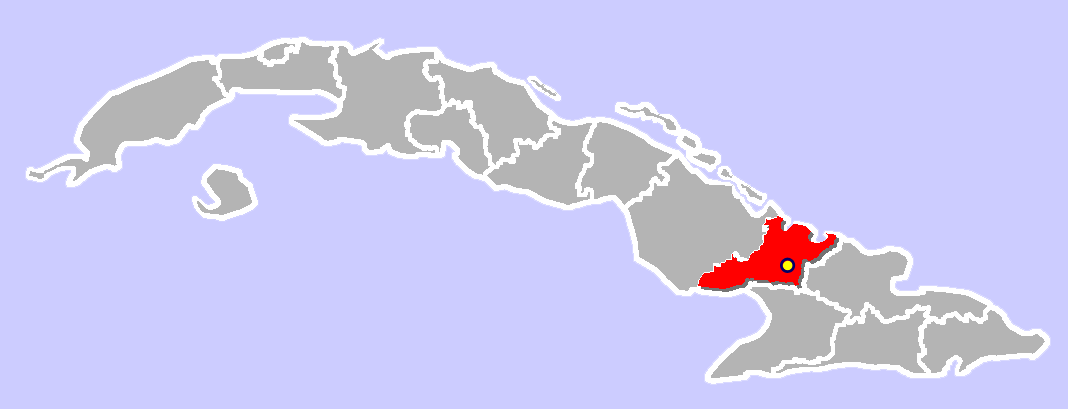
Lokalizacja miasta na mapie Kuby

Las Tunas, właściwie Victoria de las Tunas – miasto we wschodniej części Kuby. Ośrodek administracyjny prowincji Las Tunas. Liczy około 209 tys. mieszkańców (2005). Ośrodek górnictwa (rudy żelaza, marmur). Przemysł maszynowy, materiałów budowlanych, spożywczy, port lotniczy.